# Sklad Borisa Kidriča
Sklad Borisa Kidriča je bil posebna pravna oseba, ki jo je leta 1953 ustanovila Skupščina Ljudske republike Slovenije z namenom razvoja vseh znanosti ter posledičnim razvojem slovenskega gospodarstva. Poimenovan po Borisu Kidriču je posledica njegove velike podpore razvoju znanosti in splošnega napredka.
Naloga Sklada je bila, da je s svojim Upravnim odborom (ki ga je imenoval Izvršni svet Ljudske republike Slovenije), sestavljenim iz uglednih delavcev, ločeno od državnih mehanizmov, samostojno odločal o priznanjih najboljšim in štipendijah najperspektivnejšim. Z leti je Sklad prevzemal od države pristojnosti na področju financiranja raziskovalne dejavnosti. Vpliv Sklada na razvoj znanosti na Slovenskem je rasel iz leta v leto, dokler ni z ukinitvijo vseh državnih fondov leta 1971 postal edini financer tiste raziskovalne dejavnosti na Slovenskem, ki je bila usmerjena k dolgoročnim in skupnim ciljem slovenskega družbenega razvoja.
V začetku delovanja Sklada se je izoblikovalo več načinov sodelovanja pri spodbujanju znanstvenoraziskovalnega dela in usposabljanju kadrov. Naloge Sklada so v glavnem bile naslednje:
1. podeljevanje Kidričevih nagrad za najboljša izvirna znanstvena dela, ki so bila objavljena v preteklem letu;
2. podeljevanje nagrad za teoretske in uporabno teoretske razprave, ki se predlagajo na podlagi razpisa nagradnih tem;
3. podeljevanje nagrad za tehnične iznajdbe in izpopolnitve;
4. podeljevanje štipendij;
5. finansiranje znanstvenoraziskovalnega dela ali uporabno znanstvenega dela.
6. kasneje dodano: daje posojila za opremo za raziskovalno delo.

Do leta 1970 je sklad veljal za usmerjevalca celotne slovenske raziskovalne dejavnosti (pozneje je to bila Raziskovalna skupnost Slovenije); to je dosegel predvsem s finančno pomočjo (štipendije, podpore in nagrade), katere so lahko prejeli tako posamezniki (dijaki, študentje, znanstveniki) kot organizacije (fakultete, inštituti).

## Nagrade
Sklad je vsakega 10. aprila, dan pred obletnico Kidričeve smrti, podeljeval nagrade v treh kategorijah:
- Kidričevo nagrado,
- Nagrado Sklada Borisa Kidriča in
- Nagrada Kidričevega sklada za iznajdbe in tehnične izpopolnitve, oziroma za pomembne prispevke k uvajanju novosti v gospodarsko in družbeno prakso (ne več kot 20).

Poleg listine so nagrajenci prejeli tudi denarno nagrado.
Nagrade so bile ukinjene leta 1991; zamenjale so jih Zoisove nagrade. V tem času je sklad podelil 131 Kidričevih nagrad in 389 nagrad Sklada Borisa Kidriča.